# Mitra acuminata
Mitra acuminata is een slakkensoort uit de familie van de Mitridae. De wetenschappelijke naam van de soort is voor het eerst geldig gepubliceerd in 1824 door William Swainson. Het specimen dat hij beschreef was afkomstig uit Mauritius.
De soort komt voor van de oostkust van Afrika tot Polynesië en de eilanden van Hawaï. De geel- tot oranjekleurige schelp is tot 35 mm lang.